# Bombardier (motorfiets)
Het Oostenrijks-Canadese concern Bombardier maakte ook enige tijd motorfietsen: Bombardier-Rotax GmbH Motorenfabrik, Gunskirchen, later Bombardier Ltd., Valcourt, Canada (1975-1980).
Bombardier is een Oostenrijks-Canadees concern dat verschillende bedrijven omvat, waar van alles geproduceerd wordt, van sneeuwscooters tot kunststof bekleding voor autostoelen.
Omdat Bombardier sinds 1970 eigenaar is van de Oostenrijkse motorenfabriek Rotax (dat gekocht werd samen met Lohner), kon men gemakkelijk tot de motormarkt toetreden. Dat gebeurde vanaf 1976 onder de merknaam Can-Am, een eenvoudige samenvoeging van "Canada" en "America". De belangstelling van Bombardier voor deze twee merken is logisch, want Lohner was een wagen- en carrosseriefabriek (Bombardier bouwt ook treinen) en Rotax kon de motorblokken voor sneeuwscooters leveren.
Hoewel op het blok de naam Bombardier stond, waren het wel degelijk Rotax-blokken. De eerste Can-Am-machines waren 125- en 250cc-trialmodellen, die zo in de smaak vielen, dat de directie besloot een 500cc-straatmodel te ontwikkelen. Deze machine, die ontworpen werd door of samen met de coureur Yvon DuHamel, kreeg een gemodificeerde tweecilinder-sneeuwscootermotor.
Door de strengere milieuwetgeving in Canada en de Verenigde Staten moesten echter nog veel en ingrijpende wijzigingen worden toegepast, waardoor de productie in 1980 werd gestaakt.
In 1976 ging Bombardier samen met MLW-Worthington, waardoor de Bombardier-MLW-groep ontstond. Bombardier is ook eigenaar van het merk SWM. Can-Am produceerde al motorfietsen sinds 1942, maar werd in 1976 door de MLW-groep gekocht.
Tegenwoordig worden onder de naam Can-Am nog quads geproduceerd.